# ジョシュア・ヒル (ピトケアン島のリーダー)

ジョシュア・ヒル（Joshua Hill、1773年4月15日 - 1844年?)とは、ピトケアン島を支配していた冒険家及び詐欺師。
アメリカ生まれの冒険家だった、彼は1832年にバウンティ号の反乱者の子供達、子孫が暮らすピトケアン島に辿りつき、島を支配しようとしていた。ヒルがピトケアン島に来る以前は、唯一の最後のバウンティ号の反乱者ジョン・アダムズが死んだ後、島民は一時期、タヒチ島に移住した。ピトケアン島に戻るが、島の長がいなかった。ヒルは1830年に暮らしていたイギリスからハワイのオアフ島に渡り、ハワイに移住しようとしていた。しかし、ハワイに来たものの移住計画は失敗した。その後、タヒチ島に渡るが、ピトケアン島の事を知り、ピトケアン島に渡った。ピトケアン島が絶海の孤島と言うのを知った上で、彼は島長になり、島で専制政治を導入し厳しい規制を行い、逆らう多くの島民を投獄したり、鞭打ちの刑を科したり、独裁的な統治をしていた。島民を苦しめて来たが1838年島民がヒルの支配から助けて欲しい、と事情を知ったイギリス海軍アイモジン号のヘンリー・ウィリアム・ブルース艦長がヒルをピトケアン島からバルパライソに追放し、ピトケアン島民はヒルの支配から解放された。
マーク・トウェインが1879年に書いた短編小説『ピトケアン島の大革命（The Great Revolution in Pitcairn）』に登場するピトケアン島を統治する架空のアメリカ人バターワース・ステイブリーとはジョシュア・ヒルの事で、イギリス海軍のアルジャーノン・フレデリック・ラス・デ・ホーシー提督がピトケアン島を訪れた時、1人のアメリカ人がピトケアン島に住み着き、島民を支配していたとレポート文で報告しており、それを知ったトウェインはそれを元に引き用して短編小説にして書いたという。